# توم مارش
توم مارش (بالإنجليزية: Tom Marsh)‏ هو سياسي أمريكي، ولد في 7 ديسمبر 1939 في لافاييت في الولايات المتحدة. حزبياً، نشط في الحزب الديمقراطي لولاية أوريغون ‏ والحزب الديمقراطي. وقد انتخب عضو مجلس نواب أوريغون.